# Den Nationale Scene

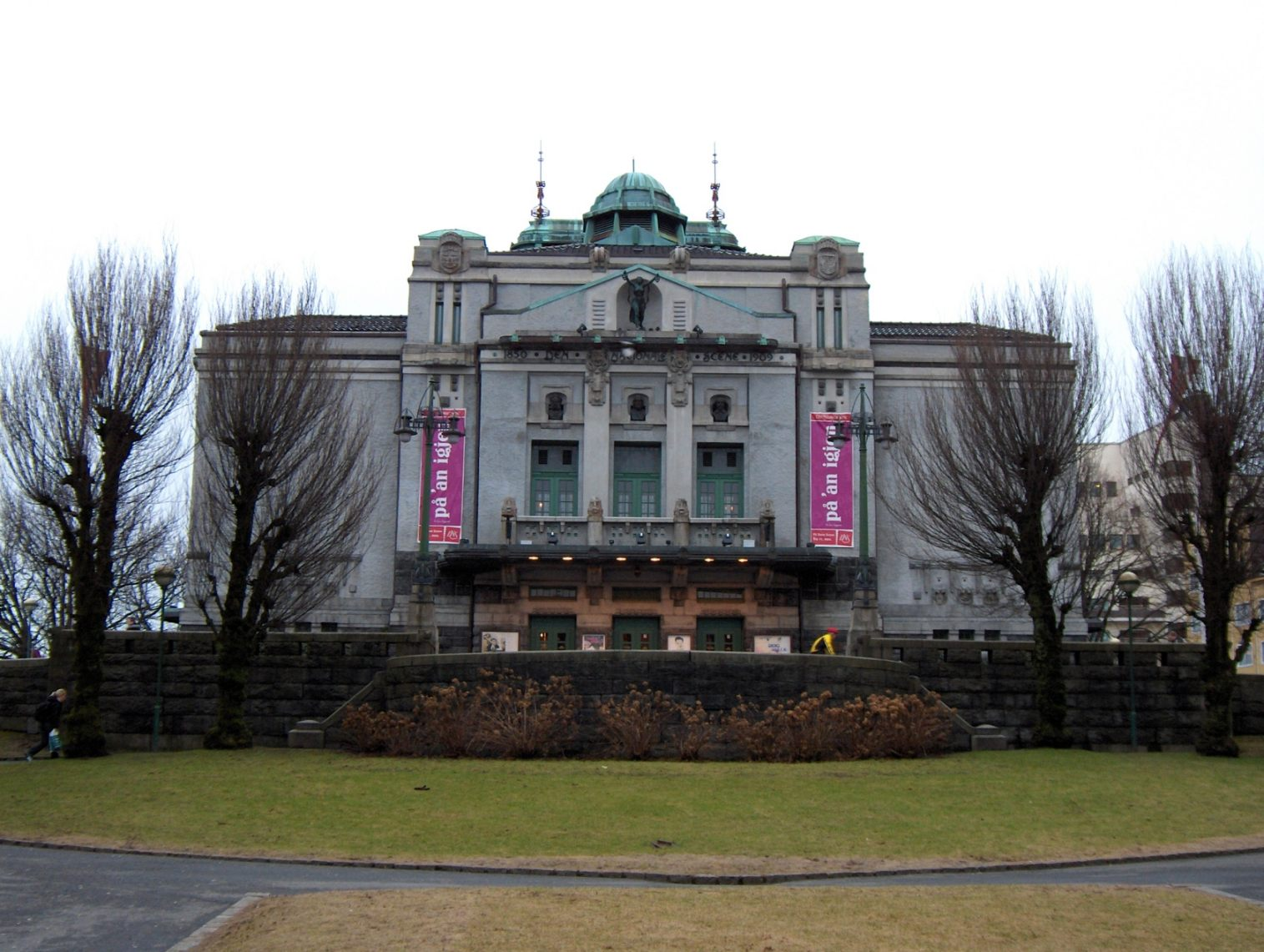
Budova Den Nationale Scene v Bergenu.

Den Nationale Scene je nejstarší norské divadlo se sídlem v Bergenu.

## Dějiny
Bylo založeno v roce 1850 na základech scény provozované skladatelem a houslistou Ole Bullem jako Det Norske Theater. Nedařilo se mu nicméně příliš dobře, a proto již roku 1863 muselo být kvůli ekonomickým problémům uzavřeno. Během této doby zde působili Henrik Ibsen (1851-1857) a Bjørnstjerne Bjørnson (1857-1859).
V roce 1876 byla založena Nadace Den Nationale Scene a byl obnoven provoz divadla. Řídící výbor divadla v roce 1895 přijal rozhodnutí postavit novou divadelní budovu a 25. června 1906 byl položen její základní kámen za přítomnosti krále Haakona VII. Secesní budova navržená architektem Einarem Oscarem Schouem byla slavnostně otevřena 19. února 1909 komedií Erasmus Montanus od Ludviga Holberga.
V roce 1940 byl při německém útoku na Norsko dům výrazně poškozen granáty, ale po několika rekonstrukcích byl opět zprovozněn. Od roku 1993 je historickou památkou. V témže roce získal status národního divadla. Je financován především z veřejných zdrojů. Má asi 150 zaměstnanců, z toho 40 herců. Divadlo každoročně produkuje více než 550 vystoupení.

## Ředitelé
- 1890-1895 Johan Irgens-Hansen
- 1895-1898 Olaf Hanson
- 1899-1900 Hans Aanrud
- 1900-1905 Gustav Thomassen
- 1905-1907 Anton Heiberg
- 1908-1909 Olaf Morche Hansson
- 1910-1924 Ludvigh Bergh
- 1924-1925 Christian Sandal
- 1925-1931 Thomas Thomassen
- 1931-1934 Karl Bergmann
- 1934-1939 Hans Jacob Nilsen
- 1939-1946 Egil Hjorth-Jenssen
- 1946-1948 Stein Bugge
- 1948-1952 Georg Løkkeberg
- 1952-1961 Per Schwab
- 1961-1963 Bjarne Andersen
- 1963-1967 Gisle Straume
- 1967-1976 Knut Thomassen
- 1976-1982 Sven Henning
- 1982-1986 Kjetil Bang-Hansen
- 1986-1996 Tom Remlov
- 1996-1997 Ketil Egge
- 1997 Aksel-Otto Bull
- 1998 Lars Arrhed
- 1998-2001 Bentein Baardson
- 2001-2007 Morten Borgersen
- 2008-2012 Bjarte Hjelmeland
- 2012- agneta Haaland